# Bud Nevins, Bad Man
Bud Nevins, Bad Man è un cortometraggio muto del 1911 diretto da Allan Dwan, qui alla sua seconda regia.

## Produzione
Il film fu prodotto dall'American Film Manufacturing Company (con il nome Flying A).

## Distribuzione
Distribuito dalla Mutual Film, il film - un cortometraggio in una bobina - uscì nelle sale cinematografiche USA il 24 aprile 1911.